# Canadian-American Hockey League
La Canadian-American Hockey League, nota anche come Can-Am League, è stata una lega minore professionistica di hockey su ghiaccio che ha operato negli Stati Uniti e in Canada dal 1926 al 1936. È una diretta antenata della American Hockey League.

## Storia
Nel corso dei primi dieci anni di vita il numero di squadre iscritte alla Can-Am League oscillò fra cinque e sei. Al termine della stagione 1935-1936 Boston si ritirò, facendo calare il numero di franchigie iscritte a quattro, Philadelphia, Providence, Springfield, e New Haven. A quel punto la C-AHL si unì alle quattro squadre rimaste della International Hockey League (Syracuse, Buffalo, Pittsburgh e Cleveland). Per unire le forze le due leghe crearono un campionato unico chiamato "International-American Hockey League" e suddiviso in due gironi separati, ognuno comprendente le squadre della IHL e della CAHL; le prime crearono la Western Division della I-AHL, mentre le squadre della Can-Am formarono la Eastern Division. I Buffalo Bisons, membri della IHL, dopo sole 11 partite della nuova stagione 1935-36 furono costretti alla chiusura riducendo il campionato della I-AHL a sole sette squadre fino al campionato 1938-39.
Con un incontro svoltosi a New York il 28 giugno 1938, le due leghe si fusero formalmente insieme sotto il nome di I-AHL. Dalla Eastern Amateur Hockey League in sostituzione dei Bisons dalla stagione successiva si aggiunsero gli Hershey Bears. Nel 1940 la lega mutò il proprio nome in "American Hockey League".
Due franchigie ancora in attività nella AHL affondano le proprie radici nella Can-Am. I Connecticut Whale discendono dalla squadra dei Providence Reds, trasferitisi dapprima a Binghamton nel 1977 e successivamente ad Hartford nel 1997. I Peoria Rivermen invece risalgono agli Springfield Indians, trasferiti prima nel 1994 a Worcester e dal 2005 a Peoria.

## Squadre
| Nome                  | Anni di attività | Storia                                                                                       |
| --------------------- | ---------------- | -------------------------------------------------------------------------------------------- |
| Boston Tigers         | 1926-1936        | Tigers dal 1926–31 e nel 1935, Cubs dal 1931–33, Tiger Cubs nel 1933–34 e Bruins nel 1935–36 |
| Bronx Tigers          | 1931-1932        |                                                                                              |
| New Haven Eagles      | 1926-1936        | in seguito si unirono alla IAHL                                                              |
| Newark Bulldogs       | 1928-1929        |                                                                                              |
| Philadelphia Arrows   | 1927-1935        |                                                                                              |
| Philadelphia Ramblers | 1935-1936        | in seguito si unirono alla IAHL                                                              |
| Quebec Castors        | 1926-1935        | attivi dal 1926-28 e dal 1932-35                                                             |
| Providence Reds       | 1926-1936        | in seguito si unirono alla IAHL                                                              |
| Springfield Indians   | 1929-1936        | dal 1926–33 e nel 1935–36, in seguito si unirono alla IAHL                                   |

## Campioni
| Stagione | Stagione regolare     | Playoff               |
| -------- | --------------------- | --------------------- |
| 1935–36  | Philadelphia Ramblers | Philadelphia Ramblers |
| 1934–35  | Boston Bruin Cubs     | Boston Bruin Cubs     |
| 1933–34  | Providence Reds       | Providence Reds       |
| 1932–33  | Philadelphia Arrows   | Boston Cubs           |
| 1931–32  | Providence Reds       | Providence Reds       |
| 1930–31  | Springfield Indians   | Springfield Indians   |
| 1929–30  | Providence Reds       | Providence Reds       |
| 1928–29  | Boston Tigers         | Boston Tigers         |
| 1927–28  | Springfield Indians   | Springfield Indians   |
| 1926–27  | New Haven Eagles      | Springfield Indians   |